# Хотулев, Никита Михайлович
Никита Михайлович Хотулев - бригадир комплексной бригады управления строительства основных сооружений Братскгэсстроя, Герой Социалистического Труда (1960). 

## Биография
Родился на Смоленщине. В 17 лет отправился в Москву на заработки на строительство многоквартирных домов. Затем стал бригадиром строителей на «Сунагэсстрое». Затем, вместе с женой, отправился на строительство Братской ГЭС, где также был назначен бригадиром. Бригада Хотулева работал ударно, перевыполняя план и выдавая 150% от нормы. За этот самоотверженный труд Никите Михайловичу Хотулеву за выдающиеся производственные успехи и проявленную инициативу в организации соревнования за звание бригад и ударников коммунистического труда было присвоено звание Героя Социалистического Труда с вручением ордена Ленина и золотой медали «Серп и Молот».